# ميكيلي اركاري
ميكيلي اركاري (بالإيطالية: Michele Arcari)‏ (27 يونيو 1978 بكريمونا في إيطاليا - ) هو لاعب كرة قدم إيطالي في مركز حراسة المرمى. لعب مع نادي برو باتاريا ونادي بريشيا ونادي كريمونيسي ونادي ليكو وإيه أس بيتزاغيتوني وAC Fidenza 1922 ‏.

## وصلات خارجية
- ميكيلي اركاري على موقع قاعدة بيانات كرة القدم.إي يو (الإنجليزية)
- ميكيلي اركاري على موقع Soccerway.com (الإنجليزية)
- ميكيلي اركاري على موقع عالم كرة القدم.نت (الإنجليزية)